# Teddy boy

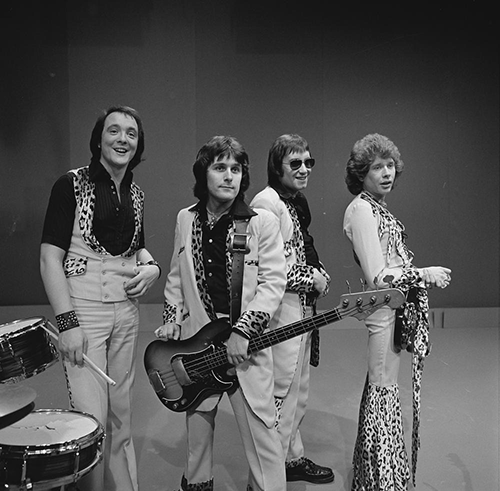
De bandleden van Mud in teddyboykleding (Toppop 1974).

Teddy boy, ook wel Ted genoemd, is een subcultuur die zijn oorsprong in Engeland vindt. De kledingstijl van de Teddy boys is geïnspireerd op de kledingstijl van de dandy's uit de Edwardiaanse periode. De stijl werd al snel geassocieerd met rock-'n-roll en bleef aanvankelijk beperkt tot Engeland. In de jaren 70 verspreidde de subcultuur zich verder op het vaste land van Europa. Wel vaak met een wat minder extreme vorm van kleding en waarbij de associatie met rockabillymuziek wat meer centraal stond.

## Geschiedenis
Het Edwardiaanse tijdperk in het Verenigd Koninkrijk (1901-1910) kende zijn eigen kledingstijl. In de jaren na de Tweede Wereldoorlog bliezen Londense Saville Row-kleermakers de Edwardiaanse kledingstijl nieuw leven in. Deze kledingstijl was bedoeld voor de jonge officieren die terugkwamen uit de oorlog. De kleding sloeg niet aan bij de doelgroep. Overschotten kwamen terecht bij winkels in Oost- en Zuid-Londen. De kleding sloeg daar wel aan en de lokale jeugd integreerde afwijkende, niet-Edwardiaanse elementen in deze kleding. Volgens Paul Rock en Stan Cohen vond deze overgang van hogere mode naar een stijl voor jongeren uit de werkende klasse plaats in 1953.
De periode kende ook de 'spivs': volwassen, goed geklede straathandelaren die hoofdzakelijk handelden in producten van twijfelachtige herkomst, of van inferieure kwaliteit. Historici beschrijven deze 'spivs' vaak als voorlopers van de Teddy boys, terwijl insiders dit betwijfelen omdat Teddy boys typische 'jongeren' waren. Zij kwamen aanvankelijk vaak uit gegoede gezinnen en waren niet per definitie handelaars. Ook zijn er overeenkomsten met de zogenaamde 'Zoot suits' uit Harlem. De 'Zoot suits' uit de jaren 1930 waren geassocieerd met de zwarte Amerikaanse jazzcultuur en werden later ook geadopteerd door hispanics tijdens het begin van de jaren veertig. Beide subculturen worden gekenmerkt door een jasje dat langer is dan normaal.
Oorspronkelijk werden de teds met Cosh boys aangeduid, maar toen in 1953 de krant Daily Express Edwardian boys tot Teddy boys inkortte was de nieuwe naam geboren. Relatief veel Teddy boys waren (kinderen van) Ierse immigranten, die deze kledingstijl aangrepen om makkelijker in de Britse samenleving te integreren. In datzelfde 1953 werd ook de teddyboycultuur gelinkt met criminaliteit toen de Teddyboybende "the Plough Boys" de tiener John Beckley vermoordde. Teddy boys kregen het imago van met boksbeugels, knipmessen en fietskettingen gewapende jongens waar niet mee valt te sollen. Hoewel het bij een meerderheid van de Teddy boys om kleding en muziek draaide, waren het toch vaak de gewelddadigheden die het breedst in het nieuws werden uitgemeten. Dit leidde ertoe dat de Teddy boys in veel uitgaansgelegenheden geweigerd werden.
Begin jaren zestig was het aantal Teddy boys sterk verminderd. Er was meer werkgelegenheid en geld waardoor de algemene frustratie verminderde en andere, nieuwe mogelijkheden zich voordeden. Veel Teddy boys werden zogenaamde Rockers of nozems, en gingen leren jacks dragen en motorrijden. Daarbij waren de traditionele Britse merken populair. Met name de motorrijders werden ook wel 'Ton-Up Boys' genoemd omdat 'een ton-up doen' in spreektaal betekende harder dan 100 mph (160 km/h) te rijden. Ook de Rockers werden net als hun voorgangers gezien als antigevestigdeorderebellen met een 'bad boy' imago. Parallel aan de Rockers ontstond er ook de zogenaamde Modcultuur. Rockers en Mods stonden vaak lijnrecht tegenover elkaar, wat destijds regelmatig tot confrontaties leidde.
Tot op de dag van vandaag zijn er altijd Teddy boys blijven bestaan, waarbij slechts een kleine hoofdzakelijk Britse minderheid mainstream teddyboykleding is blijven dragen, en de rest eerder onder Rockers gecategoriseerd kunnen worden.

## Rellen en opstootjes
In de jaren vijftig verschenen diverse films over puberende jeugd zoals The Wild One (1953) met Marlon Brando en Rebel Without a Cause (1955) waarin James Dean de hoofdrol speelde. Hoewel Teddy boys aanvankelijk hoofdzakelijk naar bigband-, jazz- en skifflemuziek luisterden, sloeg dit de tweede helft van de jaren vijftig om naar rock-'n-roll. In 1956 ging de film Blackboard Jungle in première. Toen aan het eind van de film voor de derde keer Rock Around the Clock' van Bill Haley werd gespeeld, grepen Teddy boys dit aan om in de gangpaden mee te dansen. Het personeel poogde hen daarvan te weerhouden en hierop ontstonden er rellen, waarbij de bekleding van de klapstoeltjes met knipmessen kapotgesneden werd. Onder andere door de media-aandacht werd dit gedrag gekopieerd, en werd de film uiteindelijk verboden.
In de jaren daarop kwam het steeds vaker tot rellen waarbij teddyboygroepen betrokken waren. Begin 1958 bereikte dit zijn hoogtepunt bij rellen in onder meer Notting Hill en Nottingham. De relschoppers keerden zich hierbij tegen de open immigratiepolitiek en de vele Caraïbische werknemers die het Verenigd Koninkrijk binnen waren gekomen.

## Kledingstijl

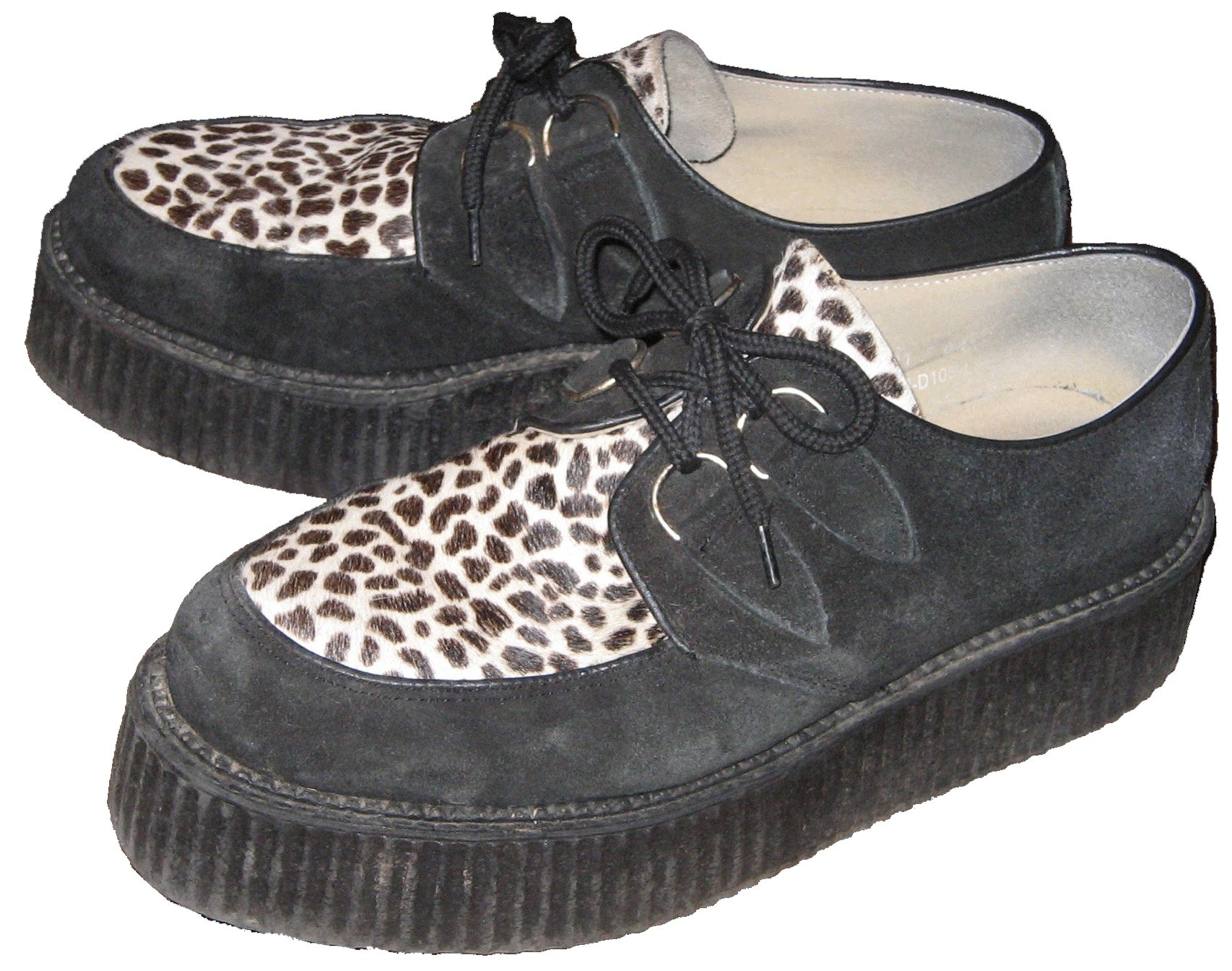
'Creeperschoenen'.

De teddyboykledingstijl bestaat uit een lange jas met bont, fluweel of velours versieringen. Hierbij wordt een zogenaamde regenpijpbroek gedragen, die rechte, minimaal getailleerde smalle pijpen heeft, die net boven de enkels stoppen en de hierbij gedragen vaak bonte sokken met opdruk goed laten zien. Een dunne "Slim Jim" stropdas of bolo tie en een herenvest of gilet met een nette blouse, sieren de torso. Bijbehorende schoenen hebben dikke crêpe of rubberen zolen, zogenaamde "brothel creepers" (bordeelsluipers). Deze kledingstijl was in de jaren vijftig niet goedkoop en is ook nu nog prijzig, en voor een volledige outfit geldt nog steeds een prijs van gemiddeld 3 à 4 weeklonen.
Na 1960 was het aantal mainstream Teddy boys gereduceerd tot een veel kleinere groep. Met name bij de Teddy boys van na 1970 zien we vaak veel kleurrijkere versieringen op de kleding, zoals rood en paars, tijger, luipaard en zebra prints. Ook pakken zelf zijn vaak geen gedekte kleuren meer, en er wordt in mindere mate zuivere wol gebruikt. Midden in de jaren zeventig schiet dat door in kledingstijlen die door velen niet langer als teddyboystijl worden gezien en vaak met Glamrock aangeduid worden, waarin bands zoals Showaddywaddy en Mud een aandeel hadden.

## Overige uiterlijke kenmerken
Als kapsel was de Tony Curtishaarstijl populair. Het haar werd ook vaak strak naar achteren gekamd waardoor de zogenaamde duck tail ontstond, gecombineerd met een vetkuif en/of grote bakkebaarden. Hoewel ze niet noodzakelijk zijn kunnen ook de old school tattoos als veel voorkomend kenmerk worden gezien. Het knipmes ofwel 'flick-knife', wat met name in de jaren vijftig als wapen werd gehanteerd is een typisch teddyboykenmerk.

## De hedendaagse Teddy boy
Na een opleving van de teddyboycultuur in de jaren tachtig waarbij de glamrockvarianten vaak als verloedering van de stijl ervaren werd, ontstond met name onder de oude generatie Teddy boys de drang om de traditionele teddyboystijl in ere te herstellen en te koesteren. Dit resulteerde in het ontstaan van 'The Edwardian Drape Society (T.E.D.S)' in Tottenham (Noord-Londen) in de jaren negentig, 'D.O.N.S (Drapes Of Northampton Society)' in 2005 en 'Edwardian Teddy Boy Association' in de regio Manchester in 2007. Deze laatste groep staat ook bekend als 'The Manchester Peacock Society', en komt voort uit de Salford Bop Cats van de jaren zeventig.
De traditionele teddyboystijl is heeft amper populariteit gekregen buiten Groot-Brittannië. De opleving die in de jaren zeventig en tachtig plaatsvond is echter wel populair geworden, met name in West-Europa. De opleving zorgde voor muzikale successen van onder andere de Stray Cats en Matchbox. De 'continental' teddyboystijl van de jaren zeventig en tachtig heeft qua kleding vaak weinig gemeen met de traditionele Teddy boys, en er lijkt qua uiterlijke kenmerken meer binding met de redneckcultuur en de rockercultuur te zijn. Binnen Nederland wordt deze cultuur aangeduid met 'nozem', in Frankrijk "blousons noirs", en in Duitsland "Halbstarken". Ook wordt er vaak een vergelijking gemaakt met motorclubs, met name de 1%MC's.

## Muziek
Rockabillymuziek, rock-'n-roll uit de jaren vijftig in het algemeen, en in het bijzonder de muziek en uiterlijke kenmerken van Eddie Cochran, Gene Vincent en Elvis waren de belangrijkste invloed binnen deze subcultuur, en zorgde tevens voor de Amerikaanse stijlinvloeden eind jaren vijftig. Er zijn ook een aantal teddyboybands zoals Crazy Cavan & The Rhythm Rockers en een aantal songs die over Teddy boys gaan. Deze muziek is geheel ontstaan in de najaren, en hierin wordt de teddyboycultuur uit de jaren vijftig en zestig uitgebreid bezongen. Enkele voorbeelden zijn:
- Teddy boy boogie – Crazy Cavan & The Rhythm Rockers
- Teddy boy rock 'n' roll – Crazy Cavan & The Rhythm Rockers
- Teddy boy flick knife rock n' roll – Crazy Cavan & The Rhythm Rockers
- Wildest cat in town – Crazy Cavan & The Rhythm Rockers
- Teddy bop – Teen Cats
- Dance of The Teddy boy – Lou Cifer And The Hellions
- Teddy boy Rebellion – The Streamline Rockers
- Teddy boy bop – Foggy Mountains Rockers